# Distretto di Gallipoli (Regno delle Due Sicilie)
Il distretto di Gallipoli fu una circoscrizione amministrativa di secondo livello del Regno di Napoli e, quindi, del Regno delle Due Sicilie. Il distretto, subordinato alla provincia di Terra d'Otranto, risultò costituito, dopo il 1859, da 46 comuni e 29 uniti.

## Istituzione e soppressione
Il distretto fu istituito con decreto n. 1697 del 1813 Per la formazione d'un quarto distretto nella provincia di Terra d'Otranto, disposto il 21 aprile di quell'anno da Gioacchino Murat. La nuova circoscrizione, attivata il 1º gennaio 1814, veniva costituita attraverso lo scorporo di 14 circondari dal distretto di Lecce. Dopo l'occupazione garibaldina e l'annessione al Regno di Sardegna, del 1860, e con la proclamazione del Regno d'Italia, del 1861, l'ente fu soppresso.

## Suddivisione in circondari
Il distretto di Gallipoli, come gli altri distretti del reame, era suddiviso in successivi livelli amministrativi gerarchicamente dipendenti dal precedente. Al livello immediatamente successivo, infatti, vi erano i circondari, che, a loro volta, erano costituiti da comuni.
Le funzioni dei circondari riguardavano esclusivamente l'amministrazione della giustizia. Tali circoscrizioni, che costituivano il terzo livello amministrativo dello stato, delimitavano un ambito territoriale che abbracciava, generalmente, uno o più comuni, tra i quali veniva individuato un capoluogo.

### Composizione del distretto nel 1814
Il territorio del distretto gallipolitano, all'atto dell'istituzione dell'ente, risultò composto da 14 circondari, nell'ambito dei quali rientravano i comuni e i villaggi individuati in base alla riforma, avviata nel 1806, che aveva riorganizzato la suddivisione amministrativa del Regno di Napoli:
- Circondario di Gallipoli:
Gallipoli (borghi aggregati Villa Picciotti[4][5], Villa San Nicola[6][7])
- Circondario di Parabita[8][9]:
Parabita, Matino, Tuglie
- Circondario di Casarano[10]:
Casarano[11], Racale, Taviano (borgo aggregato Melissano[12][13])
- Circondario di Alessano:
Alessano (borgo aggregato Montesardo), Corsano (borgo aggregato San Dana[14][15]), Tiggiano
- Circondario di Gagliano[14][16]:
Gagliano (borgo aggregato Arigliano), Castrignano del Capo (borghi aggregati Giuliano, Salignano), Patù (borgo aggregato Morciano[17][18])
- Circondario di Presicce[17]:
Presicce, Salve (borghi aggregati Barbarano[19], Ruggiano), Acquarica del Capo
- Circondario di Tricase[20]:
Tricase (borghi aggregati Lucugnano, Tutino, Caprarica del Capo, Depressa, Sant'Eufemia), Miggiano[21], Montesano[21]
- Circondario di Ruffano[21][22]:
Ruffano, Torrepaduli[23] (borgo aggregato Supersano[23]), Specchia de' Preti
- Circondario di Ugento[12]:
Ugento (borgo aggregato Gemini), Taurisano, Alliste[10] (borgo aggregato Felline)
- Circondario di Poggiardo[24]:
Poggiardo (borgo aggregato Vaste), Vitigliano (borgo aggregato Vignacastrisi), Spongano (borghi aggregati Ortelle, Surano), Diso, (borghi aggregati Castro[25], Marittima[20][25]), Andrano[22][26] (borgo aggregato Castiglione[26])
- Circondario di Nociglia[15]: Nociglia (borghi aggregati Botrugno, San Cassiano[24]), Scorrano, Minervino (borgo aggregato Specchia Gallone), Cerfignano (borgo aggregato Cocumola)
- Circondario di Maglie[27]:
Maglie (borgo aggregato Morigino), Muro, Giuggianello (borgo aggregato Sanarica), Cursi[28]
- Circondario di Nardò[29]:
Nardò
- Circondario di Galatone[30][31]:
Galatone, Neviano[9], Aradeo[32] (borgo aggregato Seclì[15])

### Variazioni territoriali
I circondari che confluirono nel nuovo distretto, inoltre, non rimasero immutati: la composizione di tali circoscrizioni, definita dalle norme che ne avevano sancito l'istituzione, subì, nel corso degli anni successivi, alcune variazioni territoriali, che modificarono la struttura dei singoli circondari e del distretto stesso. Di particolare rilievo fu la soppressione del circondario di Scorrano (già circondario di Nociglia) disposta con Real decreto n. 2831 del 2 marzo 1830. Tale provvedimento stabilì l'accorpamento della quasi totalità dei comuni e dei borghi di tale circoscrizione al territorio del circondario di Poggiardo: il solo comune di Scorrano, infatti, non confluì nella circoscrizione poggiardese, ma fu accorpato al circondario di Maglie. In seguito a tale variazione, quindi, il distretto gallipolitano risultò composto da 13 circondari. Variazioni di minor rilievo, invece, si ebbero tra il 1809 e il 1859: esse riguardarono il declassamento di alcuni comuni a villaggi (che furono aggregati, quindi, ad altri comuni) e l'elevazione al rango di comune di alcuni villaggi già uniti ad altri comuni.
Comuni declassati e aggregati ad altri comuni
- Giuliano e Salignano perdono l'autonomia comunale nel 1808 e vengono aggregati al comune di Castrignano del Capo;
- Castro, comune autonomo fino al 1809, aggregato a Diso[25][35];
- Marittima, comune autonomo fino al 1809, aggregato a Diso[25];
- Torrepaduli perde l'autonomia comunale nel 1820, venendogli sottratto il ruolo di capoluogo nell'amministrazione congiunta con Supersano, a favore di quest'ultimo centro[15]. Nel 1854, poi, Torrepaduli viene aggregato al comune di Ruffano[23];
- Cerfignano, comune autonomo fino al 1829, aggregato a Minervino[36][37];
- Vitigliano, comune autonomo fino al 1829, aggregato a Ortelle[36][37];

Istituzione di nuovi comuni
- Andrano, insieme a Castiglione, viene elevato a comune, nel 1808 (erano uniti a Diso)[26];
- Supersano, nel 1820 diviene capoluogo dell'amministrazione riunita con Torrepaduli, in luogo dello stesso Torrepaduli[15]. Nel 1854, l'unito di Torrepaduli viene scorporato da Supersano e aggregato a Ruffano[23];
- Ortelle, istituito nel 1829, era unito a Spongano[36];
- Morciano, istituito nel 1838, era unito a Patù[18];
- Sanarica, istituito nel 1849, era unito a Giuggianello[38];
- Villa Picciotti, istituito nel 1854, era unito a Gallipoli[4][5].

### Composizione del distretto nel 1860
- Villa Picciotti, nel 1873, assume il toponimo Alezio[5];
- Barbarano, nel 1894, distaccato dal comune di Salve, diviene frazione del comune di Morciano[19];
- Sannicola, istituito nel 1908, era frazione di Gallipoli[6][7];
- Santa Cesarea Terme, istituito nel 1913, composto dai borghi Vitigliano e Cerfignano e dal piccolo insediamento di Santa Cesarea[37];
- Melissano, istituito nel 1921, fu frazione di Taviano fino al 1884 e di Casarano fino all'autonomia[13];
- Montesano Salentino, aggregato a Miggiano nel 1928, riacquistò l'autonomia comunale nel 1947[39];
- Seclì, aggregato ad Aradeo nel 1928, riacquistò l'autonomia comunale nel 1947[40];
- Botrugno, istituito nel 1958, era frazione i Nociglia[41];
- San Cassiano, istituito nel 1975, era frazione di Nociglia[42];
- Porto Cesareo, istituito nel 1975, era frazione di Nardò[43];
- Castro istituito, nel 1975, era frazione di Diso[25][35].

La suddivisione amministrativa del distretto, dunque, risultò articolata, alcuni mesi prima della soppressione dell'ente, in 13 circondari, 46 comuni e 29 villaggi:
- Circondario di Gallipoli:
Gallipoli (borgo aggregato Villa San Nicola[6][7]), Villa Picciotti[4][5]
- Circondario di Parabita:
Parabita, Matino, Tuglie
- Circondario di Casarano:
Casarano, Racale, Taviano (borgo aggregato Melissano[13])
- Circondario di Alessano:
Alessano (borgo aggregato Montesardo), Corsano, Tiggiano
- Circondario di Gagliano:
Gagliano (borghi aggregati Arigliano, San Dana[44]), Castrignano del Capo (borghi aggregati Giuliano, Salignano), Patù, Morciano[18]
- Circondario di Presicce:
Presicce, Salve (borghi aggregati Barbarano[19], Ruggiano), Acquarica del Capo
- Circondario di Tricase:
Tricase (borghi aggregati Lucugnano, Tutino, Caprarica del Capo, Depressa, Sant'Eufemia), Miggiano, Montesano
- Circondario di Ruffano:
Ruffano (borgo aggregato Torrepaduli[23]), Specchia de' Preti, Supersano[23]
- Circondario di Ugento:
Ugento (borgo aggregato Gemini), Taurisano, Alliste (borgo aggregato Felline)
- Circondario di Poggiardo:
Poggiardo (borgo aggregato Vaste), Spongano, Surano, Diso (borghi aggregati  Marittima[25], Castro[25][35]), Ortelle[36] (borghi aggregati Vignacastrisi[36], Vitigliano[36][37]), Andrano[26] (borgo aggregato Castiglione[26]), Nociglia (borghi aggregati Botrugno[41], San Cassiano[42]), Minervino (borghi aggregati Specchia Gallone, Cerfignano[36][37], Cocumola[36])
- Circondario di Maglie:
Maglie (borgo aggregato Morigino), Scorrano, Muro, Giuggianello, Sanarica, Cursi
- Circondario di Nardò:
Nardò
- Circondario di Galatone:
Galatone, Neviano, Aradeo, Seclì[15]